# Guillaume IV (grand-duc de Luxembourg)
Pour les articles homonymes, voir Guillaume IV, Guillaume de Luxembourg, Guillaume de Nassau et Guillaume.
 (mars 2019).
Si vous disposez d'ouvrages ou d'articles de référence ou si vous connaissez des sites web de qualité traitant du thème abordé ici, merci de compléter l'article en donnant les références utiles à sa vérifiabilité et en les liant à la section « Notes et références ».
Guillaume IV, né le 22 avril 1852 à Biebrich (duché de Nassau, Confédération germanique) et mort le 25 février 1912 à Colmar-Berg (Luxembourg), règne sur le grand-duché de Luxembourg de 1905 à sa mort.

## Famille
Guillaume IV est le fils du grand-duc Adolphe et d'Adélaïde d'Anhalt-Dessau. Le 21 juin 1893, il épousa Marie-Anne de Bragance, infante du Portugal (1861-1942) (fille de Michel Ier de Portugal et d'Adélaïde de Löwenstein-Wertheim-Rosenberg). De cette union naissent 6 filles, portant le prédicat d'altesse grand-ducale :
- la princesse Marie-Adélaïde (1894-1924), qui lui succède ;
- la princesse Charlotte (1896-1985) qui succède à sa sœur, épouse en 1919 Félix de Bourbon-Parme (1893-1970) ;
- la princesse Hilda (1897-1979), elle épouse en 1930 Adolphe de Schwarzenberg (1890-1950) ;
- la princesse Antoinette (1899-1954), elle épouse en 1921 Rupprecht de Bavière (1869-1955) ;
- la princesse Élisabeth (1901-1950), elle épouse en 1922 Ludwig de Thurn et Taxis (1901-1933) ;
- la princesse Sophie (1902-1941), elle épouse en 1921 Ernest-Henri de Saxe (1896-1971).

## Biographie
À sa naissance, Guillaume est l'héritier du duché de Nassau. L'annexion de celui-ci par la Prusse en 1866 affecta profondément l'adolescent.
En 1884, le prince qui avait 32 ans, s'éprit de la princesse Marie-Anne de Bragance, fille cadette de l'ex-roi Michel Ier de Portugal. Le duc Adolphe s'opposa au mariage de son fils, les Nassau étant luthériens et les Bragance catholiques.
Lorsqu'en 1890 le duc Adolphe monta sur le trône grand-ducal de Luxembourg, il devint le souverain d'une population catholique. Plus rien ne s'opposait au mariage de Guillaume et de Marie-Anne, celui-ci étant même souhaitable.
Le mariage eut lieu en 1893. Lors du contrat de mariage, il fut décidé que les garçons à naître seraient élevés dans la religion protestante et les filles dans la foi catholique. Comme le couple n'eut que six filles, ceci faisait coïncider la religion des futur(e)s souverain(e)s du Luxembourg avec celle de leurs sujets. Cependant, le Luxembourg étant régi par la loi salique, les filles ne pouvaient pas monter sur le trône luxembourgeois.
En 1905, l'oncle du grand-duc, Nicolas Guillaume de Nassau, décède. Il ne reste alors qu'un seul héritier légitime par les hommes, son fils Georges Nicolas de Merenberg. Mais celui-ci est le fruit du mariage morganatique de ses parents. En 1907, gravement malade à la suite d'attaques cérébrales, Guillaume IV déclara son cousin et les comtes de Merenberg non-dynastes, et choisit pour lui succéder sa fille Marie-Adélaïde qui avait 13 ans. Il confia la régence à son épouse Marie-Anne de Bragance.
Guillaume IV appartient à la huitième branche (branche cadette de Nassau-Weilburg), elle-même issue de la septième branche (branche aînée de Nassau-Weilburg) de la maison de Nassau. Cette lignée cadette appartient à la tige valmérienne qui donna des grands-ducs au Luxembourg.
Guillaume IV fut le dernier héritier direct par la lignée masculine de la branche cadette de Nassau-Weilburg. Par sa fille Charlotte, il est l'arrière-grand-père de l'actuel grand-duc Henri.